# Viguiera hassleriana
Viguiera hassleriana là một loài thực vật có hoa trong họ Cúc. Loài này được Chodat miêu tả khoa học đầu tiên năm 1903.